# Richland (Nebraska)
Richland – wieś w Stanach Zjednoczonych, w stanie Nebraska, w hrabstwie Colfax.